# Semih Kaplanoğlu
Semih Kaplanoğlu török filmrendező, forgatókönyvíró 1963. április 4-én született a Nyugat-Törökországban fekvő İzmir város Karşıyaka negyedében, (İzmir tartomány).

## Életrajz
Tanulmányait az izmiri Dokuz Eylül Üniversitesi Képzőművészeti Kar mozi és televízió tanszékén diplomázott. (Az egyetem nevének magyar jelentése: Szeptember 9-e Egyetem; a neve utal a török függetlenségi háború egyik eseményére: ezen a napon szabadult fel İzmir városa a görög megszállás alól).
1984-ben Isztambulba költözött. Első munkáit reklám szövegíróként kezdte a Saatchi & Saatchi és a Young & Rubicam cégeknél. 1986-ban kameraasszisztensként dolgozott a díjnyertes – Süha Arın által rendezett – Eski Evler, Eski Ustalar (Régi házak, régi mesterek) és a Mimar Sinan életéről szóló dokumentumfilmeken.
1994-ben írta és rendezte az 52 részes Şehnaz Tango c. televíziós sorozatot (a forgatókönyv elkészítésében is részt vett).
Semih Kaplanoglu 1996–2000 között a Radikal török napilapban Találkozások címmel rövid történeteket írt, valamint verseket is ír, melyeket más újságok is közölnek.
2001-ben készítette első önálló filmjét, Herkes Kendi Evinde (Az otthontól távol) címmel.
Rendezőként a filmtrilógia által vált híressé: Yumurta (Tojás), Süt (Tej) és a Bal (Méz) alkotásokkal. 2010-ben a Méz c. alkotás elnyerte a berlini Berlini Nemzetközi Filmfesztivál fődíját, az Arany Medvét.

## Filmográfia
| alkotás             | év   |
| ------------------- | ---- |
| Çocuklar            | 2012 |
| Bal                 | 2009 |
| Süt                 | 2008 |
| Yumurta             | 2007 |
| Meleğin Düşüşü      | 2005 |
| Herkes Kendi Evinde | 2001 |
| Şehnaz Tango        | 1994 |

## Fordítás
- Ez a szócikk részben vagy egészben  a   Semih Kaplanoğlu című török Wikipédia-szócikk fordításán alapul.  Az eredeti cikk szerkesztőit annak laptörténete sorolja fel. Ez a jelzés csupán a megfogalmazás eredetét és a szerzői jogokat jelzi, nem szolgál a cikkben szereplő információk forrásmegjelöléseként.
- Ez a szócikk részben vagy egészben  a   Semih Kaplanoğlu című angol Wikipédia-szócikk fordításán alapul.  Az eredeti cikk szerkesztőit annak laptörténete sorolja fel. Ez a jelzés csupán a megfogalmazás eredetét és a szerzői jogokat jelzi, nem szolgál a cikkben szereplő információk forrásmegjelöléseként.